# رئوسل-ده میردن
رئوسل-ده میردن (به هلندی: Reusel-De Mierden) یک شهرستان در هلند است که در برابانت شمالی واقع شده‌است. رئوسل-ده میردن ۳۲ متر بالاتر از سطح دریا واقع شده‌است.